# Hendrik Warners
Hendrik Warners (Elst (Gelderland), 23 maart 1920 –vermoedelijk Anna Paulowna,  14 april 1976) was een Nederlands politicus van de PvdA.
Hij was zoon van Geessien Abrahams en commies/dienstgeleider  Freerk Warners .  Hij trouwde in 1945 met naaister Trientje Damhoff (1920-2015). Hendrik was adjunct-commies bij de gemeentesecretarie van Haren voor hij in 1946 ging werken bij de gemeente Beemster. Warners bracht het daar tot hoofdcommies voor hij in juli 1954 benoemd werd tot burgemeester van de gemeenten Beets en Oudendijk. In oktober 1967 volgde zijn benoeming tot burgemeester van Anna Paulowna. Tijdens dat burgemeesterschap overleed Warners in 1976 op 56- jarige leeftijd. De 'Burgemeester Warnerslaan' in Anna Paulowna is naar hem vernoemd. 